# Stigmella nepali
Stigmella nepali là một loài bướm đêm thuộc họ Nepticulidae. Nó được miêu tả bởi Puplesis và Diškus năm 2003. Loài này có ở Nepal.